# Karaoğlanlar, Orhaneli
Karaoğlanlar là một xã thuộc huyện Orhaneli, tỉnh Bursa, Thổ Nhĩ Kỳ. Dân số thời điểm năm 2011 là 258 người.